# Fenghuang (köpinghuvudort i Kina, Jiangsu Sheng, lat 31,79, long 120,62)
Fenghuang (kinesiska: 凤凰, 凤凰镇) är en köpinghuvudort i Kina. Den ligger i provinsen Jiangsu, i den östra delen av landet, omkring 170 kilometer öster om provinshuvudstaden Nanjing. Antalet invånare är 101 671. Befolkningen består av 50 831 kvinnor och 50 840 män. Barn under 15 år utgör 8,0 %, vuxna 15-64 år 81 %, och äldre över 65 år 9,0 %.
Runt Fenghuang är det mycket tätbefolkat, med 1 463 invånare per kvadratkilometer. Närmaste större samhälle är Changshu City, 19,6 km sydost om Fenghuang. Trakten runt Fenghuang består till största delen av jordbruksmark.
Genomsnittlig årsnederbörd är 1 488 millimeter. Den regnigaste månaden är juli, med i genomsnitt 228 mm nederbörd, och den torraste är januari, med 46 mm nederbörd.